# Aeroportul Ghadames
Aeroportul Ghadames (IATA: LTD, ICAO: HLTD) este un aeroport din Ghadames, Districtul Nalut, Libia.
Situat la o altitudine de 341 m, aeroportul dispune de o singură pistă. Este operat de Libyan Air Force⁠(d).